# Стокгольмська кільцева автодорога

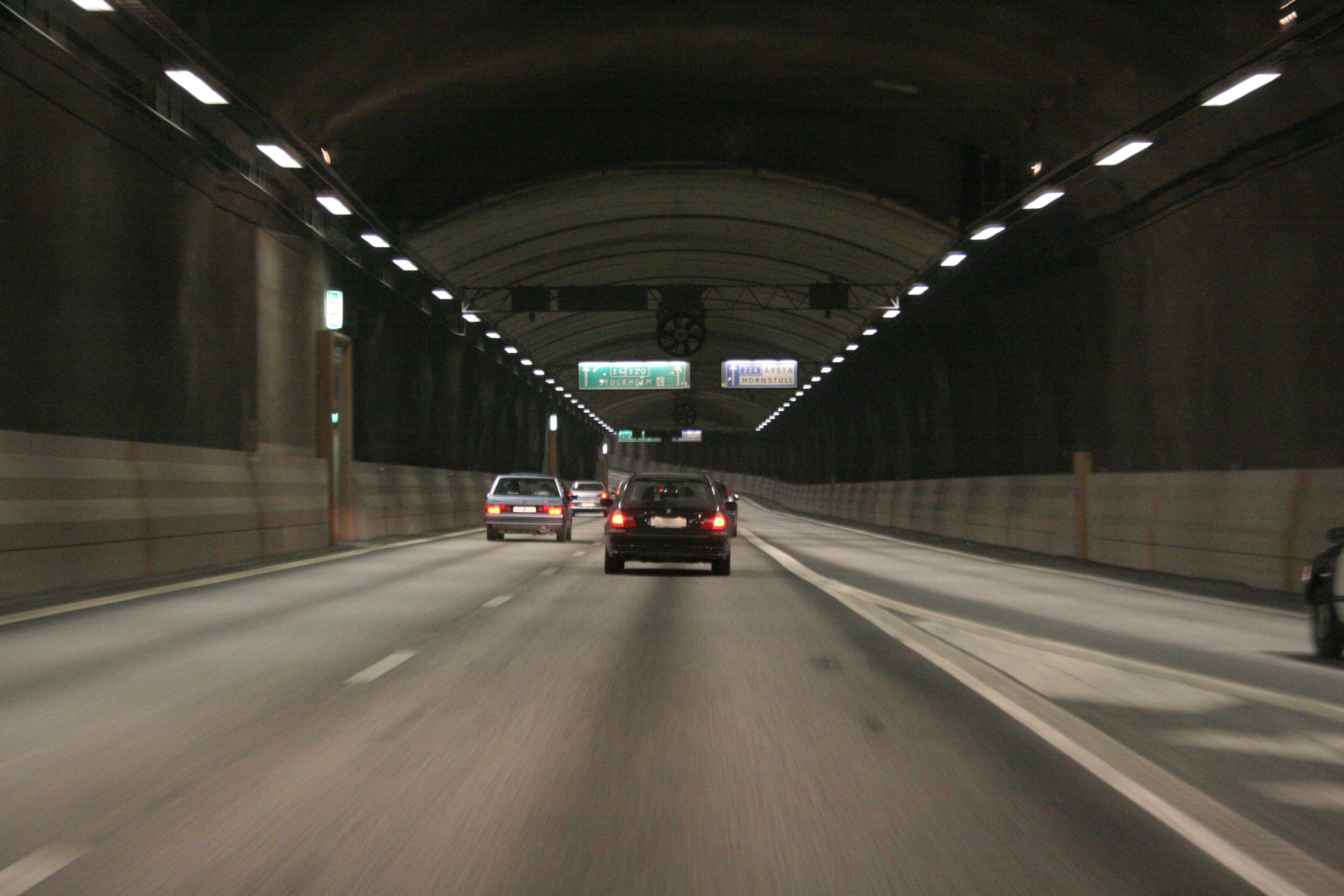
Седра-ленкен

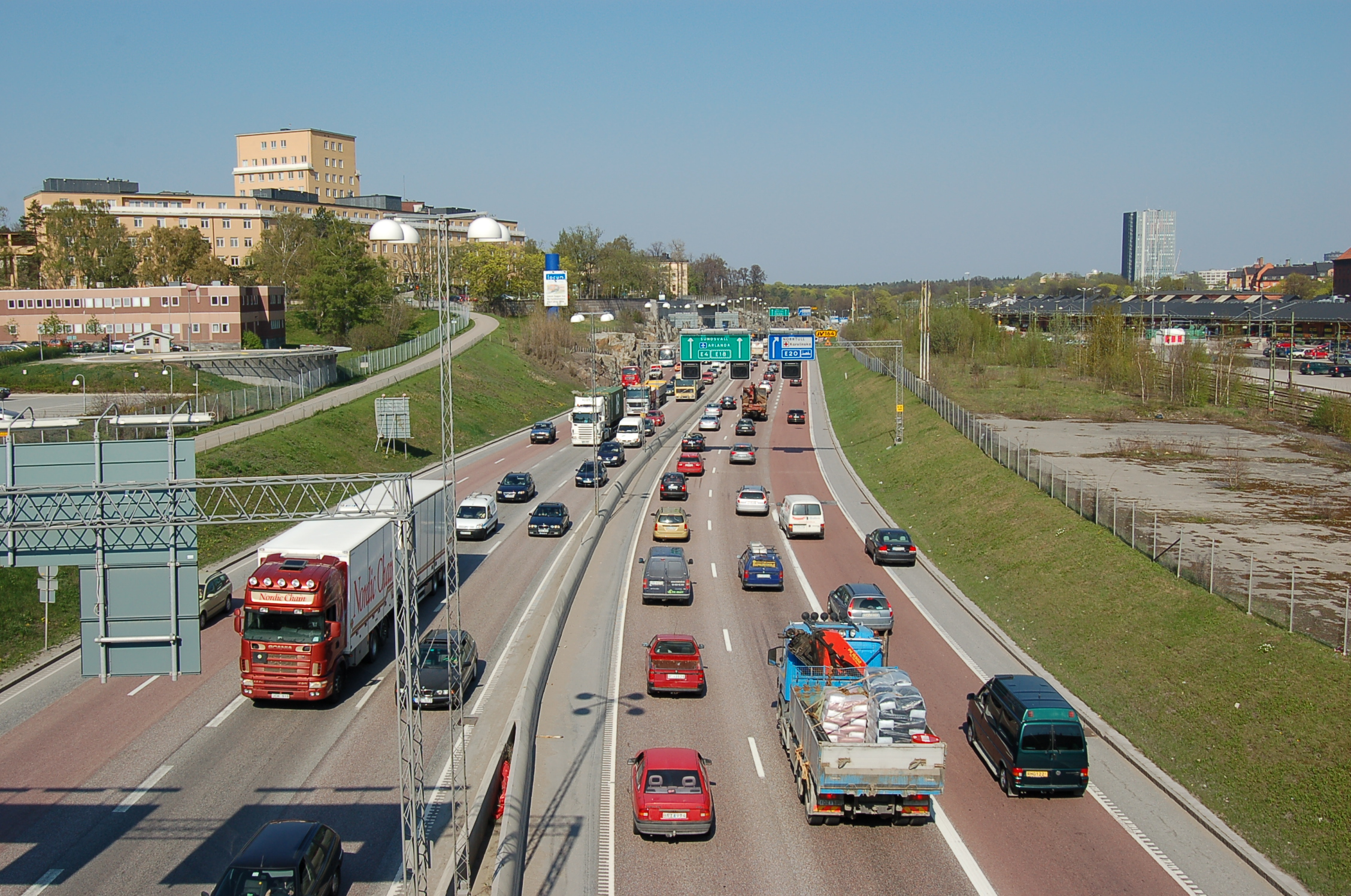
Норра-ленкен

Стокгольмська кільцева автодорога (швед. Stockholms ringled) — напівзавершена кільцева дорога навколо центру Стокгольма, Швеція. 
За роки існування кільцевої дороги навколо центру Стокгольма було багато планів, але в якийсь момент усі вони були скасовані. 
Станом на 2015 рік збудовано три чверті кільцевої дороги.

## Історія
Перший план будівництва кільцевої дороги навколо центру Стокгольма виник в 1950-х роках. 
Нещодавній проект кільцевої дороги в Стокгольмі бере свій початок з Угоди Денніса (швед. Dennisöverenskommelsen) від 1992 року, яка була політичною угодою (узгоджена керуючим Банком Швеції Бенгтом Деннісом) про будівництво нових доріг та покращення громадського транспорту в Стокгольмі та навколо нього. Оскільки в 1997 році угоду було розірвано через критику екологічних груп і політичних партій, які залишилися поза угодою, майбутнє повної кільцевої дороги стало невизначеним. 

Імовірність завершення кільцевої дороги виникла в середині 2000-х років, оскільки будівництво північної дистанції відновили в 2006 року з підготовчих робіт, остаточні скарги на будівництво були відхилені 26 лютого 2007 року Вищим адміністративним судом 

Фактичне будівництво дороги було відновлено 11 травня 2007 року 
, 
і проект був остаточно завершений у 2015 році, за винятком виїзду на північ, який планується у 2016 році. 
Нове техніко-економічне обґрунтування було проведено на східній ділянці в 2006 році.

Друге коротше дослідження, що розглядає глибший тунель з меншим впливом на поверхню під час будівництва, було проведено в 2015 році. 

## Секції
Є чотири окремі секції запланованої кільцевої дороги навколо Стокгольма, дві з яких завершені, одна в стадії будівництва, а одна на розгляді.
- Ессінгеледен, західна частина — завершення різних етапів в 1966 — 1971 рр.
- Седра-ленкен[en] , південна частина — коротка черга відкрита в 1973 році, відкриття завершеної дороги 2004 року
- Норра-ленкен[en] , північна частина — коротка черга відкрита в 1991 році, будівництво решти припинено в 1997 році, будівництво відновлено в 2006 — 2007 роках[3][5], а автомобільний тунель відкрито в 2014 році[6]
- Естерледен[en], східна частина — планування скасовано в 1997 році. Нове техніко-економічне обґрунтування завершено в 2006 році, [4] друге дослідження в 2015 році . Попередні оцінки передбачали початок будівництва в 2020 році і завершення в 2030 році[7], але цей план було припинено і вилучено з національного плану в 2018 році[8].